# Ursus arctos pyrenaicus
El oso pardo cantábrico u oso pardo ibérico (Ursus arctos pyrenaicus) es una población de osos pardos euroasiáticos (Ursus arctos arctos) que viven en la cordillera Cantábrica de España. En promedio, las hembras pesan 85 kg, pero pueden alcanzar un peso de 150 kg. Los machos promedian 115 kg, aunque pueden pesar hasta 200 kg. El oso mide entre 1,6 y 2 m de longitud, y entre 0,90 y 1 m a la altura del hombro. En España, se le conoce como el oso pardo cantábrico y, más localmente, en Asturias como osu. Es tímido y evitará el contacto humano siempre que sea posible. El oso pardo cantábrico puede vivir de veinticinco a treinta años en estado salvaje.

## Evolución
Se cree que se originó en Asia, el oso pardo (Ursus arctos, L. 1758) se extendió por todo el hemisferio norte, colonizando gran parte de la masa terrestre de Eurasia y América del Norte.
Los expertos en osos continúan el debate sobre la clasificación científica de los osos, de los cuales actualmente hay ocho especies reconocidas, aunque algunos expertos reconocen más especies. A principios del siglo XX, Cabrera (1914) consideró que el oso pardo cantábrico era una subespecie distinta del oso pardo europeo (U. a. arctos; en sí mismo, una clasificación actualmente en debate) y lo llamó Ursus arctos pyrenaicus (Fischer, 1829), caracterizado por la coloración amarilla de las puntas de su cabello y sus patas negras. Desde entonces, sin embargo, la investigación del ADN filogenético y mitocondrial ha llevado al consenso científico general de que el oso pardo europeo no es una subespecie separada. Estos estudios recientes también han encontrado que las poblaciones europeas se dividen en dos linajes genéticos principales; un tipo oriental y un tipo occidental.
El oso pardo cantábrico forma parte del tipo occidental, las barreras efectivas de las capas de hielo del Pleistoceno de los Alpes y los Balcanes han dirigido la propagación del oso pardo respectivamente, norte y este y sur y oeste. Se ha hecho una distinción adicional de los dos clados dentro del linaje occidental después de la recolonización post-glacial después del Último Máximo Glacial (LGM); uno formado por las poblaciones de osos del sur de Escandinavia, los Pirineos y las montañas cantábricas del norte de España y el otro formado por las poblaciones de osos de los Alpes del Sur, los Apeninos, los Alpes Dináricos, las montañas de Rila, las montañas de Ródope y las montañas de Stara Planina. Esto deja a la población remanente de osos pardos en el sur de Suecia como los parientes más cercanos del oso pardo cantábrico. La última hembra reproductiva indígena en los Pirineos, Canelle, recibió un disparo de un cazador en 2004. Los osos pardos de Eslovenia ahora se están introduciendo en los Pirineos.

## Geografía y distribución
Habiendo recorrido alguna vez la mayor parte de la península ibérica, desde la primera mitad del siglo XX, el oso pardo cantábrico se ha reducido a dos poblaciones aisladas en las montañas cantábricas del norte de España, principalmente a través de la persecución humana (caza directa) y la pérdida de hábitat debido a la agricultura y la construcción. Estas dos poblaciones ocupan un territorio combinado total de unos 5000 y 7000 km² que cubre las provincias de, en el oeste, Asturias,  León, Lugo y Orense y, en el este, Palencia, León, Cantabria y Asturias. Las cifras de población de 2007 arrojaron entre cien y ciento diez osos en el enclave occidental y entre veinte y treinta en el este, una situación que puso a la población más pequeña en riesgo por la cría. Las dos poblaciones están separadas por unos 30–40 km, una ruptura que se ha interpretado como la consecuencia del desarrollo de infraestructuras de comunicación y la presión humana. Sin embargo, en 2008 se obtuvo evidencia genética del parque natural de Redes que indica el mestizaje reciente entre las dos poblaciones.
En 2005, se informó la presencia de osos pardos cerca de la frontera portuguesa (menos de 20 km) en el rango de Trevinca, según las huellas dejadas en una gran plataforma de barro. En 2019, las autoridades portuguesas confirmaron que un oso pardo había vagado dentro del territorio portugués, y la evidencia sugiere que este no fue un evento aislado, como lo confirman las huellas de los primeros meses del año y los avistamientos locales.
La Fundación Oso Pardo realizó una estima genética del núcleo oriental en 2017 y otra del occidental en 2019, que arrojaron una cifra de unos 324 osos. En 2020 la
estima genética realizada por las comunidades autónomas ha alcanzado una cifra de unos 370 osos cantábricos.

## Estatus de Protección
El oso pardo cantábrico está catalogado en la Lista Roja Española de Especies en Peligro de Extinción. En Europa figura en la Evaluación Europea de Mamíferos como en peligro crítico. A nivel internacional, figura en la Lista Roja de Especies Amenazadas de la UICN como el motivo de menor preocupación debido a la existencia de poblaciones relativamente sanas de osos pardos en otros lugares. En España hay una multa máxima de trescientos mil euros por matar a un oso después de la prohibición de cazar la especie en 1973.[cita requerida]

## Amenazas
En la población oriental más pequeña, la endogamia ha dado lugar a complicaciones genéticas que incluyen la mayor probabilidad de defectos congénitos y una mayor proporción de nacimientos de machos sobre hembras. A esto se agrega la filopatría extrema que generalmente exhiben las osas pardos hembras, lo que conduce a una tasa de dispersión muy lenta de las hembras reproductivas. Otra amenaza actual se presenta en forma de las leyes de la UE sobre encefalopatía espongiforme bovina (EEB), las cuales obligan a que se retiren los cadáveres del ganado del campo. Aunque solo una pequeña parte de la dieta principalmente vegetariana del oso pardo cantábrico, la carroña es muy importante para la construcción de reservas de grasas para el invierno y, en primavera, es una fuente vital de sustento después de los rigores del invierno. Ha habido preocupación de que los inviernos suaves recientes, posiblemente debido al cambio climático, no hayan sido lo suficientemente severos como para requerir la hibernación. Sin embargo, los osos a veces están activos durante el clima frío del invierno por razones que no están del todo claras.
Las infraestructuras hechas por el hombre, como las carreteras y los ferrocarriles, inhiben el crecimiento de la población del oso pardo cantábrico. La amenaza humana más reciente es una propuesta para construir un complejo de esquí en el paso de San Glorio, un sitio en la región oriental del hábitat de los osos. A pesar de que el Ministerio de Medio Ambiente de España, en su Catálogo Nacional de Especies Amenazadas enumera al oso pardo como en peligro de extinción en España, y la existencia de fuertes multas destinadas a proteger a los pocos osos restantes, el hecho es que todos los años hay oso que mueren por intervención humana. Según un artículo publicado en diciembre de 2007 en el diario nacional español El País, ocho osos pardos habían muerto, por cebo envenenado o caza ilegal, en las montañas del Cantábrico desde el año 2000.

## Conservación
Un "Plan de acción para la conservación del oso pardo (Ursus arctos) en Europa", publicado en 2000, hizo recomendaciones específicas para el manejo de los osos en España. El Ministerio de Medio Ambiente español había elaborado previamente un "Plan para la Recuperación del Oso Pardo" con la intención de salvar a la especie de la extinción mediante la coordinación de los esfuerzos de conservación en las comunidades autónomas en las que actualmente viven. Entre las responsabilidades de los gobiernos regionales se encuentran varios parques naturales que proporcionan un hábitat adecuado para los osos. Los osos parecen no tener una presencia permanente en el único parque nacional en las montañas del Cantábrico, el parque nacional de los Picos de Europa. A partir de 2014, la población se estimaba en trescientos osos.[cita requerida]
El hábitat de los osos es monitoreado por patrullas y hay programas de educación en marcha, particularmente entre los jóvenes pero también entre los grupos de caza. Un proyecto de "captura de fotos" está teniendo éxito y se está considerando a otras personas con seguimiento por radio. Además de continuar la investigación científica, los esfuerzos de conservación se centran actualmente en unir las dos subpoblaciones de osos españoles para crear una población viable. Los grupos de conservación están trabajando para mejorar los pasillos centenarios utilizados por los osos y están plantando árboles frutales y colocando colmenas para complementar su dieta. Se ha apoyado a los corredores del programa LIFE de la UE que se centran en un corredor entre las dos subpoblaciones y un corredor fuera del parque natural de Somiedo. La integración propuesta por la UNESCO de las reservas existentes de la biosfera del Cantábrico dentro de una súper reserva Gran Cantábrica también está destinada a ayudar a los osos a expandir su rango a través de, por ejemplo, la Reserva de la biosfera de Os Ancares Lucenses y Montes de Cervantes, Navia y Becerreá.
Los esfuerzos de conservación del oso pardo (ursus actos) están desde replantar los bosques de bayas para proveer de alimento en caso de incendios.